# Olsztyn (gromada)
Olsztyn – dawna gromada, czyli najmniejsza jednostka podziału terytorialnego Polskiej Rzeczypospolitej Ludowej w latach 1954–1972.
Gromady, z gromadzkimi radami narodowymi (GRN) jako organami władzy najniższego stopnia na wsi, funkcjonowały od reformy reorganizującej administrację wiejską przeprowadzonej jesienią 1954 do momentu ich zniesienia z dniem 1 stycznia 1973, tym samym wypierając organizację gminną w latach 1954–1972.
Gromadę Olsztyn z siedzibą GRN w Olsztynie utworzono – jako jedną z 8759 gromad na obszarze Polski – w powiecie częstochowskim w woj. stalinogrodzkim, na mocy uchwały nr 17/54 WRN w Stalinogrodzie z dnia 5 października 1954. W skład jednostki weszły obszary dotychczasowych gromad Kusięta, Olsztyn i Skrajnica oraz wieś Przymiłowice, wapiennik Kamyk, gajówka Podkotysów i kolonia Przymiłowice-Kotysów z dotychczasowej gromady Przymiłowice ze zniesionej gminy Olsztyn w tymże powiecie, a także oddziały leśne nr nr 5–8, 13–15, 20–23, 26–29, 34–38, 44–47, 51–54, 59–62, 66–70, 75–95 i 231 z Nadleśnictwa Olsztyn. Dla gromady ustalono 23 członków gromadzkiej rady narodowej.
20 grudnia 1956 województwo stalinogrodzkie przemianowano (z powrotem) na katowickie.
1 stycznia 1958 do gromady Olsztyn przyłączono obszar zniesionej gromady Biskupice w tymże powiecie.
31 grudnia 1959 do gromady Olsztyn włączono obszar zniesionej gromady Turów w tymże powiecie.
31 grudnia 1961 do gromady Olsztyn włączono obszar zniesionej gromady Zrębice w tymże powiecie
Gromada przetrwała do końca 1972 roku, czyli do kolejnej reformy gminnej. 1 stycznia 1973 w powiecie częstochowskim reaktywowano gminę Olsztyn.